# .gl
.gl es el dominio de nivel superior geográfico (ccTLD) para Groenlandia. El dominio está disponible para servicios de Internet en todo el mundo y los registros son administrados por registradores de nombres de dominio acreditados por la Corporación de Internet para la Asignación de Nombres y Números.

## Alternativas
El nombre de dominio a veces se ha comercializado como sinónimo de "buena suerte", "biblioteca de gráficos" o Gloucestershire.
En diciembre de 2009, Google lanzó un servicio de acortador de URL usando el dominio hack goo.gl. El servicio se cerró el 30 de marzo de 2019.
En abril de 2013, el registro suspendió de manera unilateral y voluntaria la resolución de thepiratebay.gl, destinado a ser un nuevo nombre de dominio principal para el motor de búsqueda de BitTorrent The Pirate Bay.